# Adalto Santos
José Adalto dos Santos (Caruaru, 5 de março de 1968), é um presbítero e político brasileiro. É deputado estadual de Pernambuco pelo PP.

## Biografia
Adalto Santos ocupa pela quarta vez consecutiva a cadeira na câmara estadual. Ele foi eleito em 2022 com 51.371 votos.